# روبرت واتسون لاندري
روبرت واتسون لاندري هو محامي وسياسي أمريكي، ولد في 22 يونيو 1922، وتوفي في 13 نوفمبر 2017. نشط حزبياً في الحزب الديمقراطي. وقد انتخب عضو جمعية ولاية ويسكونسن ‏.